# Fluorphosphorsäure
Fluorphosphorsäure ist eine anorganische Fluorverbindung und ein Phosphorsäure-Derivat mit der Summenformel H2PO3F. Es handelt sich um eine farblose viskose Flüssigkeit.

## Herstellung
Fluorphosphorsäure wird industriell durch Behandeln von Phosphorpentoxid mit Fluorwasserstoff hergestellt. Ein weniger reines Produkt kann auch durch Hydrolyse von Phosphoroxidfluorid hergestellt werden, eine Reaktion, bei der zuerst Difluorphosphorsäure entsteht:
{\displaystyle {\ce {POF3 + H2O -> HPO2F2 + HF}}}
Der nächste Schritt ergibt Monofluorphosphorsäure:
{\displaystyle {\ce {HPO2F2 + H2O -> H2PO3F + HF}}}

## Eigenschaften
Fluorphosphorsäure ist eine hygroskopische farblose Flüssigkeit, die mischbar mit Wasser ist.

## Verwendung
Fluorphosphorsäure wird in der Metallreinigung, als chemisches Poliermittel und als Katalysator genutzt.
Ihr Natriumsalz, Natriummonofluorophosphat, ist das am häufigsten verwendete Zahnputzmittel zur Verringerung von Karies.

## Toxizität
Fluorophosphorsäure ist äußerst giftig, weil sie stabil ist und aufgrund ihrer Strukturähnlichkeit zu Phosphorsäure den Phosphathaushalt stört. Das Fluoratom von H2PO3F reagiert nicht wie die Hydroxygruppen; somit werden nur zwei anstatt der benötigten drei Hydroxygruppen für die Stoffwechselfunktion aufgeboten.